# قناة بنسلفانيا
قناة بنسلفانيا (بالإنجليزية: Pennsylvania Canal)‏ تعني عموما نظام معقد من القنوات والسدود، وقنوات المياه، والبنى التحتية الأخرى بما في ذلك في بعض الحالات، السكك الحديدية في ولاية بنسلفانيا. تطبق جمعية بنسلفانيا منذ عام 1824 المصطلح على القنوات والسكك الحديدية، وكان هذا المصطلح ينطبق أيضا على القنوات أضافتها لاحقا إلى نظام الدولة.